# 인어를 믿나요?
《인어를 믿나요?》(영어: Julián is a Mermaid→줄리앙은 인어)는 제시카 러브가 집필한 어린이용 그림책이다. 인어가 되어 코니아일랜드에서 열리는 인어 퍼레이드에 참가하고 싶어 하는 한 소년의 이야기를 담고 있으며, 러브는 배우로 활동하던 2014년부터 이 책을 처음 쓰기 시작하여 2018년 캔들윅 프레스에서 출간하였다.
이 책은 글에서 나타나는 감정적인 깊이와 러브의 예술적인 결정으로 그림에 수채화, 구아슈, 잉크를 섞은 것과 어두운 배경과 대조되는 파스텔 톤이 나타나는 삽화의 사용과 같은 요소로 인해 평론가들로부터 폭넓은 찬사를 받았다. 이로 인하여 《인어를 믿나요?》는 볼로냐 라가찌상을 비롯하여 스톤월 북 어워드, 클라우스 플러게상 등의 수상을 거머쥐었으며, 몇몇 최고의 책 목록에 선정되기도 하였다.

## 줄거리
어느 날, 줄리앙은 지하철에서 할머니와 함께 코니아일랜드 머메이드 퍼레이드의 참가자들을 보게 된다. 줄리앙은 이들에게 매료되어 바다에서 수영하는 인어가 되는 것을 꿈꾸기 시작한다. 하지만 무뚝뚝한 할머니에 이 사실을 털어놓지 못한다.
집으로 돌아온 줄리앙은 할머니가 샤워를 하는 동안 화분에 심은 야자를 머리에 달고, 커튼으로 인어의 꼬리를 만드는 등 집에서 찾을 수 있는 다양한 재료로 인어 의상을 직접 만들어 입었다. 이때 목욕을 끝내고 나온 할머니는 못마땅해 하는 듯한 표정을 짓고 잠시 자리를 피하게 되지만, 얼마 지나지 않아 얼굴에 미소를 띠우고 줄리앙을 위한 진주 목걸이를 가지고 다시 돌아온다.
그리고 나서 줄리앙의 할머니는 줄리앙을 퍼레이드에 데리고 나가서 다른 인어들과 함께 걸으면서 책이 끝난다.

## 기획
러브는 《인어를 믿나요?》를 2014년 제즈 버터워스가 만든 연극에서 배우로 연기를 하고 있을 때부터 집필하기 시작하였다. 초고를 작성한 뒤, 2016년까지는 계속 삽화와 같은 미술 작업을 진행하였다. 당시 러브는 이 책을 스스로 출판하는 것을 고민했지만, 결국 에이전트를 찾기로 결심하였다. 브로드웨이에서의 데뷔 무대를 하는 동안 러브는 메리루이즈 파커를 만났다.
파커는 러브가 자신의 책을 출판하는 것을 기꺼이 도와줄 에이전트를 찾는 데 힘을 보태주었다. 원래 45쪽 분량이었던 책의 초안은 러브의 에이전트로부터 "좀 많이 길다"라고 들은 채로 캔들윅 프레스로 보내졌고, 이후 출판용으로 받아들여지게 되었다. 그 후 러브는 책 전체를 다시 그리기로 결정하였는데, 이번에는 백지 대신 크라프트지와 비슷한 종이에다가 그리고, 삽화의 전체적인 색감을 따뜻한 느낌에 파스텔 톤으로 하는 것이 이전에 했던 것보다 더 좋을 것이라는 생각을 갖게 되었다.
러브가 가지고 있던 처음 계획은 루폴의 드래그 레이스 쇼에서 영감을 받아 줄리앙에게 드랙 전용 무도회장에 가는 도중에 드래그 퀸들을 만나게 하는 것이었다. 그러나 핑크뉴스와의 인터뷰에서 러브는 몇 가지 조사 끝에 드랙에서 인어로 바뀌게 되었다고 말하였다. 이 과정에서 러브는 트랜스젠더들에게 신화에 등장하는 생명체가 갖는 중요성을 알게 되었다며 "인어들에 관한 게 조금 있다. 그것이 두 현실 사이에서 살 수 있는 마법의 생명체인지, 아니면 아무 생식기가 없어서인지 그걸 누가 알겠는가."라고 언급하였다.

## 영향
러브는 이 책을 쓰기 시작하기 몇 년 전, 최근에 성전환을 받은 파트너의 오빠를 만났던 것이 이 책을 쓰는 데 영감이 되었다고 말하였다. 러브에 따르면, 어렸을 때 가족들의 반발로 인하여 50세가 넘은 이후에야 성전환이 가능하였고, 그 사람과 대화를 하면서 러브에게 이런 주제를 표현하는 데 도움을 줄 수 있는 문헌을 포함해 연구하고 조사할 수 있도록 영감을 주었다.
또한 러브는 가족들에게 거부당해 다른 장소를 찾아 헤메는 드래그 퀸의 이야기를 다룬 1990년 다큐멘터리 영화 파리 이즈 버닝에 또 다른 영감을 받게 되었다. 가디언과의 인터뷰에서 "만약 그들이 생가에서 지원을 받았더라면 그들의 삶이 어떻게 바뀌게 되었을 지에 대한 이야기를 쓰고 싶었다"고 밝혔다.
제시카 러브는 또한 퀴어 역할 모델이었던 자신의 이모와 와이프와 함께 성장하였던 것이 가족들에게 긍정적인 영향을 끼쳤으며, 그런 종류의 지지와 자부심을 제공하는 책을 쓰고 싶었다"고 말했다.

## 평가
제시카 러브가 처음 집필한 책인 《인어를 믿나요?》는 평론가들로부터 긍정적인 반응을 받았다. 북리스트의 사라 헌더는 러브가 중요한 장면들을 부각시키는 데 도움을 준 어두운 배경과 함께 "포화되고 불투명한 톤으로 인물들의 우아한 모양을 추적하고 있다"고 칭찬하였다. 스쿨 라이브러리 저널에서는 일대일이나 소규모의 그룹과 나누려면 마음이 따뜻해져야 한다고 밝혔다.
혼 북 매거진의 민 레는 "거울 속의 조심스러운 표정"과 같은 러브의 그림에 대한 디테일한 사항과 줄리앙의 이야기에 깊이를 더하는 방법에 대해 주목하였다. 레는 또한 수채화, 구아슈, 잉크를 섞은 그림을 사용한 러브에 대해서도 찬사를 보냈다. 커커스 리뷰스에서도 이런 기법을 사용한 것에 대해 "물에서 사는 생명체의 이야기에 안성맞춤"이라고 찬사를 보냈다. 비록 이 이야기가 "설교를 하려고 한다"고 말하지만, 스페인어를 이탤릭체로 표기하지 않은 사실뿐만 아니라 "줄리앙의 성별 부적합성에 대한 인식과 인정"을 나타낸 부분에서는 긍정적임을 나타냈다.
스쿨 라이브러리안의 에이미 맥케이는 러브가 그린 삽화를 "즐거움"으로, 스토리를 "독특함의 진실된 축하"라고 부르며, 가능한 한 최소한의 텍스로만으로 이야기를 들려주는 러브의 능력에 찬사를 보냈다. 맥케이는 또한 이야기가 전개될수록 자랑스러움에서 불안으로 치닫게 되는 주인공의 감정 상태를 부각시키면서 "독자들에게 공감과 희망을 불어 넣어준다"고 덧붙였다. 또 갈색 종이를 사용한 것에 대해 "특별한 독서 경험을 만들기 위한 것"이라고 언급하였다.

## 수상
《인어를 믿나요?》가 발간된 이후, 2018년 오페라 프리마 볼로냐 국제어린이도서전 라가찌상, 2019년 스톤월 북 어워드, 2019년 클라우스 플러게상 등 여러 가지 상을 수상하였다. 그리고 발매한 그 해에 제시카 러브는 일러스트레이터 협회로부터 은메달을 받게 된다.
《인어를 믿나요?》는 몇몇 온라인 잡지와 웹사이트에서 만든 최고의 책 목록에도 선정되었다. 뉴욕 매거진에서는 "전문가 선정 LGBTQ+ 가족을 위해 아이들이 읽어야 할 책"에 책을 선정하면서, 어떤 서점상 중 한 명이 이 책을 "아름답고 단순하며, 사과가 필요 없는 책"이라고 말했다는 것을 언급했다. 뉴욕 타임스의 린다 수 박은 "어린이들이 우리의 불안의 시대를 헤쳐나갈 수 있도록 도와주는 그림책" 목록에 이 책을 선정하였다.